# Білікольський сільський округ
Біліко́льський сільський округ (каз. Билікөл ауылдық округі, рос. Биликольский сельский округ) — адміністративна одиниця у складі Жуалинського району Жамбильської області Казахстану. Адміністративний центр — село Карабастау.
Населення — 1634 особи (2021; 1833 у 2009, 1867 у 1999, 2272 у 1989).
Станом на 1989 рік існувала Білікольська сільська рада (села Дарбаза, Жанатколь, Жилибулак, Карабастау, Кумсуат, Ленінський Путь, Тогизтарау). 1997 року Білікольський сільський округ передано до складу Таласького району, однак до 1999 року він був повернутий назад до складу Жуалинського району. 2013 року був виділений Тогизтарауський сільський округ та переданий до складу Жамбильського району.

## Склад
До складу округу входять такі населені пункти:
| Населений пункт  | Старі назви     | Населення, осіб (1989) | Населення, осіб (1999) | Населення, осіб (2009) | Населення, осіб (2021) |
| ---------------- | --------------- | ---------------------- | ---------------------- | ---------------------- | ---------------------- |
| Абдикадир, село  | Ленінський Путь | 222                    | 252                    | 313                    | 180                    |
| Дарбаза, село    | -               | 400                    | 213                    | 174                    | 150                    |
| Жилибулак, село  | -               | 291                    | 286                    | 301                    | 275                    |
| Карабастау, село | -               | 1359                   | 1116                   | 1045                   | 1029                   |